# Catherine Ringer
Catherine Ringer (Suresnes, 18 ottobre 1957) è una cantante, ballerina, attrice pornografica, coreografa, musicista, cantautrice francese, celebre soprattutto per aver fatto parte del duo Les Rita Mitsouko assieme a Fred Chichin, fino alla scomparsa di quest'ultimo, avvenuta nel 2007.

## Biografia
Catherine Ringer inizia la propria carriera artistica sul palcoscenico nei tardi anni settanta nel Théâtre de Recherche Musicale di Michael Lonsdale, nonché in produzioni di danza e musica.
Nel 1976 incontra la ballerina e coreografa argentina Marcia Moretto, con cui studia e si esibisce in varie occasioni a Parigi. In seguito alla morte della Moretto, avvenuta nel 1981 a causa di un cancro, Les Rita Mitsouko le dedicheranno la canzone Marcia Baila, loro prima hit di successo.
Come attrice Catherine Ringer ha recitato in film pornografici durante i tardi anni settanta, prendendo parte a pellicole quali La Fessée (1976) e Body Love (1977). Nel genere hard ha lavorato anche in Italia nei primi anni ottanta, per esempio in Emy la minorenne dell'Hostess Club (1983).
Nel 1979 incontra Fred Chichin, con il quale fonda il gruppo musicale Les Rita Mitsouko.

## Discografia parziale

### Discografia solista

#### Album
- 1990 - Tatie Danielle (Virgin Records, LP/CD) con Gabriel Yared
- 2008 - Catherine Ringer chante Les Rita Mitsouko and more a La Cigale (Because Music, CD+DVD)
- 2011 - Ring n'Roll (Because Music, CD/2xLP)